# Chrysoexorista angutifrons
Chrysoexorista angutifrons är en tvåvingeart som beskrevs av Townsend 1916. Chrysoexorista angutifrons ingår i släktet Chrysoexorista och familjen parasitflugor. Inga underarter finns listade i Catalogue of Life.